# Strade Bianche
Strade Bianche (ehemals Monte Paschi Eroica) ist ein italienisches Eintagesrennen für Radrennfahrer. Die Besonderheit des Rennens sind die namensgebenden weißen Schotterstraßen der Toskana, die einen Teil der Streckenführung ausmachen. Während die Erstaustragung im Jahr 2007 im Herbst stattfand, wird das Rennen seither im Frühjahr Anfang März ausgetragen.

## Geschichte und Organisation
Als Vorläufer der Strade Bianche gilt die von Giancarlo Brocci gegründete L’Eroica, die erstmals im Oktober des Jahres 1997 ausgetragen wurde. Bei dieser Radtourenfahrt handelte es sich um ein Breitensportereignis, dessen Ziel es war den alten Geist des Radsports wiederzubeleben. In Anlehnung an die Duelle zwischen Fahrern wie Fausto Coppi und Gino Bartali befuhren die Teilnehmer Schotterstraßen auf historischen Fahrrädern. Bei der Erstaustragung starteten 92 Fahrer.
Am 9. Oktober 2007 wurde erstmals ein internationales Radrennen abgehalten, das den Namen Monte Paschi Eroica trug. Als namensgebender Sponsor diente die italienische Großbank Banca Monte dei Paschi di Siena (umgangssprachlich meist nur „Montepaschi“ genannt), während RCS Sport, die auch den Giro d’Italia ausrichtet, die Organisation übernahm. Die Strecke führte von Gaiole in Chianti über 180 Kilometer nach Siena, wo sich das Ziel auf dem Piazza del Campo befand. Insgesamt mussten 60,7 Kilometer auf den sogenannten „sterrati“ (Schotterstraßen) zurückgelegt werden, die auf sieben Sektoren verteilt wurden. Mit einer Länge von drei bis 13 Kilometern führten die Schotterstraßen durch die hügelige Toskana und beinhalteten zahlreiche Anstiege und Abfahrten. Im Vorfeld der Veranstaltung hoffte die Organisation eine große Anzahl an Klassiker-Spezialisten für das Rennen zu begeistern, wobei letztendlich in erster Linie die einheimischen Stars wie Alessandro Ballan und Filippo Pozzato erschienen. Bei der Erstaustragung gingen 116 Fahrer an den Start, von denen nur 42 das Ziel erreichten. Zum Premierensieger kürte sich der Russe Alexander Kolobnew, der sich auf dem vorletzten Sektor von der Konkurrenz absetzten hatte können.

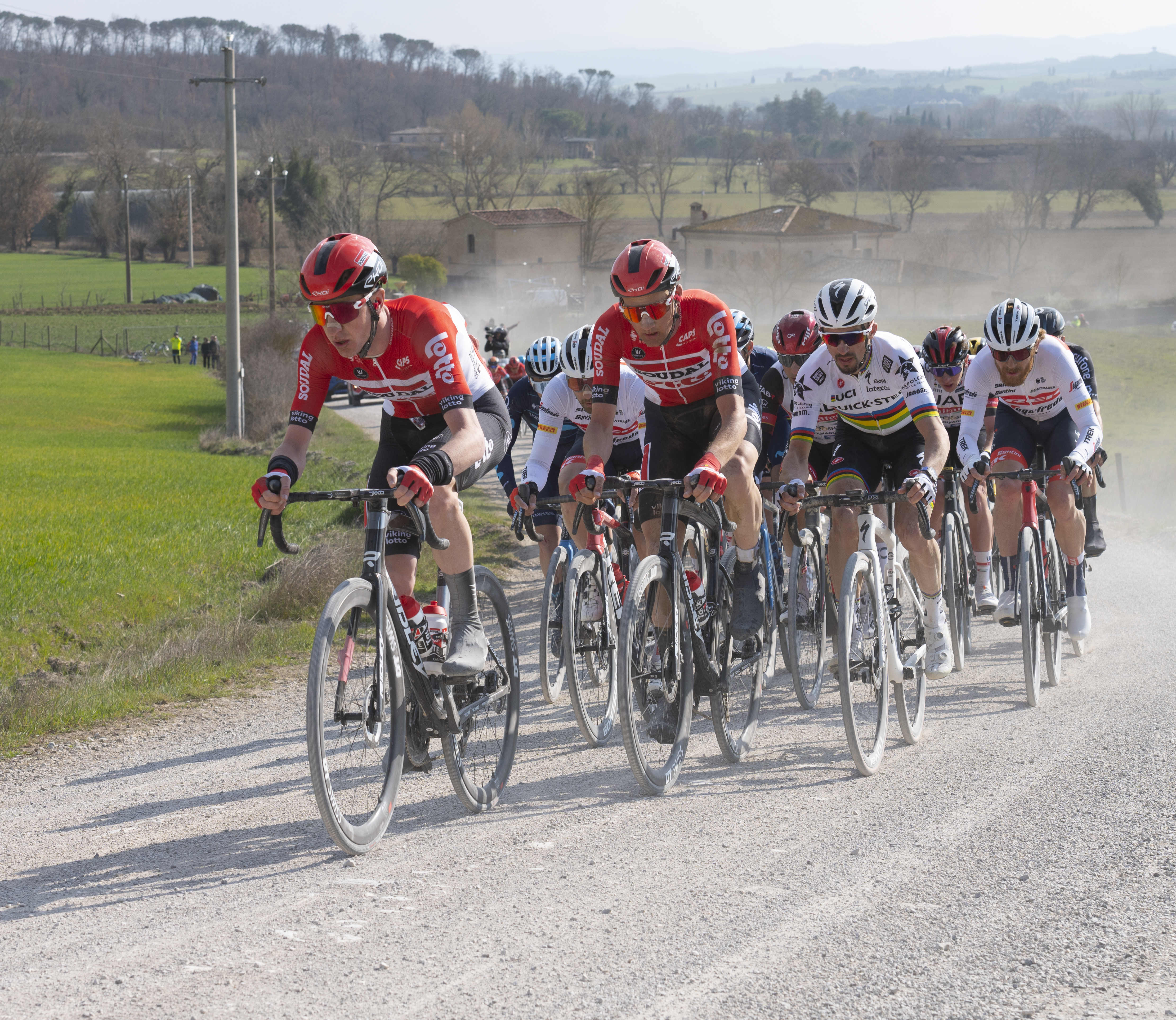
Das Peloton bei der Strade Bianche 2022

Die zweite Austragung fand nicht mehr im Oktober statt und war somit zeitlich nicht mehr an L’Eroica gebunden. Stattdessen wählten die Organisatoren einen Termin im März, um die Attraktivität des Rennens für die Klassiker-Spezialisten zu erhöhen. Weiters änderte sich die Anordnung der Schotterstraßen geringfügig und es wurde der 2,4 Kilometer lange Sektor des Colle Pinzuto hinzugefügt, der rund 11 Kilometer vor dem Ziel passiert wurde.
Mit der dritten und vierten Austragung distanzierte sich das Rennen weiter von L’Eroica und lief im Jahr 2009 als Montepaschi Strade Bianche – Eroica Toscana, ehe es 2010 den heutigen Namen Montepaschi Strade Bianche erhielt. Mit dem Sektor Le Tolfe kam eine weitere kurze und steile Schotterrampe im Finale hinzu, die den leichteren Bergfahrern entgegenkam. In den nachfolgenden Austragungen gewann das Rennen zusehends an Popularität und präsentierte ein immer stärkeres Fahrerfeld. Mit dem Italiener Moreno Moser war im Jahr 2013 erstmals ein einheimischer Fahrer erfolgreich, ehe das Rennen zwei Jahre später von der 1.1 Kategorie in die hors categorie aufstieg. Seit dem Jahr 2017 ist die Strade Bianche ein Teil der UCI WorldTour, der höchsten Serie im Straßenradsport.
Mit der Strade Bianche femminile wird seit dem Jahr 2015 auch ein Frauenrennen ausgetragen.
Im Jahr 2020 wurde die Strade Bianche vom 7. März auf den 2. August verschoben und bildete somit den Auftakt des alternativen Kalenders, der aufgrund der zahlreichen Absagen während der COVID-19-Pandemie umgesetzt wurde.
Im Jahr 2024 wurde die Distanz des Rennens auf 215 Kilometer erhöht.

## Streckenführung

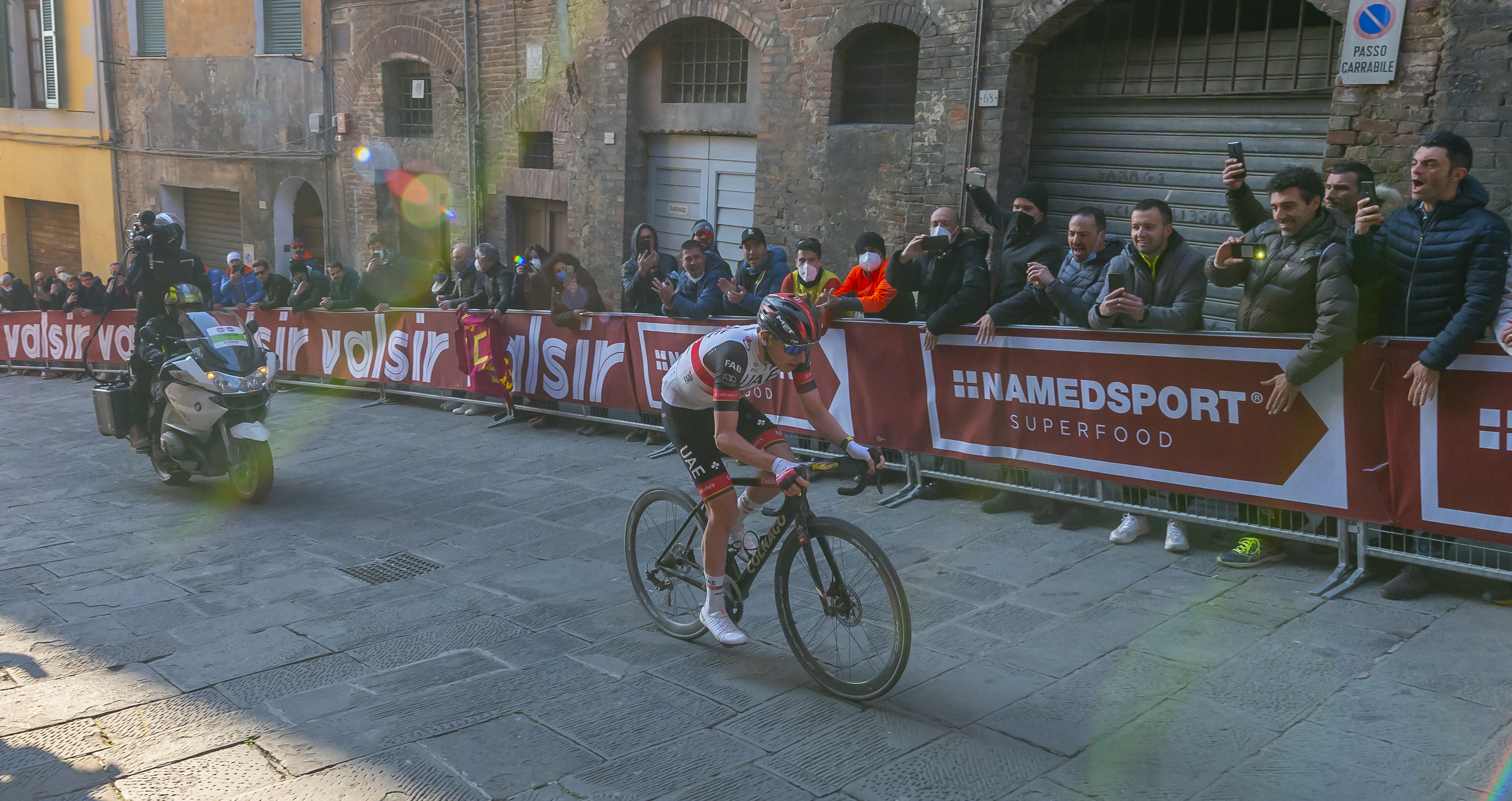
Tadej Pogačar im Schlussanstieg der Via Santa Caterina

Seit der Erstaustragung im Jahr 2007 sind die Schotterstraßen Sektoren ein fixer Bestandteil des Rennens. Die Streckenführung der Strade Bianche hat sich über die Jahre nur geringfügig verändert. Bis ins Jahr 2013 diente Gaiole in Chianti als Startort, ehe mit San Gimignano (2014 und 2015) ein neuer Ausgangspunkt gewählt wurde. Seit dem Jahr 2016 dient Siena sowohl als Start- als auch Zielort. Auf der ersten Rennhälfte führt das Rennen Richtung Süden und passiert dabei kürzere Schotterstraßenabschnitte. Bei Montalcino dreht die Fahrtrichtung gen Norden, ehe die entscheidenden Segmente befahren werden. Die Zielankunft findet traditionell auf dem Piazza del Campo statt. Dieser wird über die steile und enge Via Santa Caterina erreicht, die auf einer Länge von rund 500 Meter Steigungsprozente von bis zu 16 % aufweist.

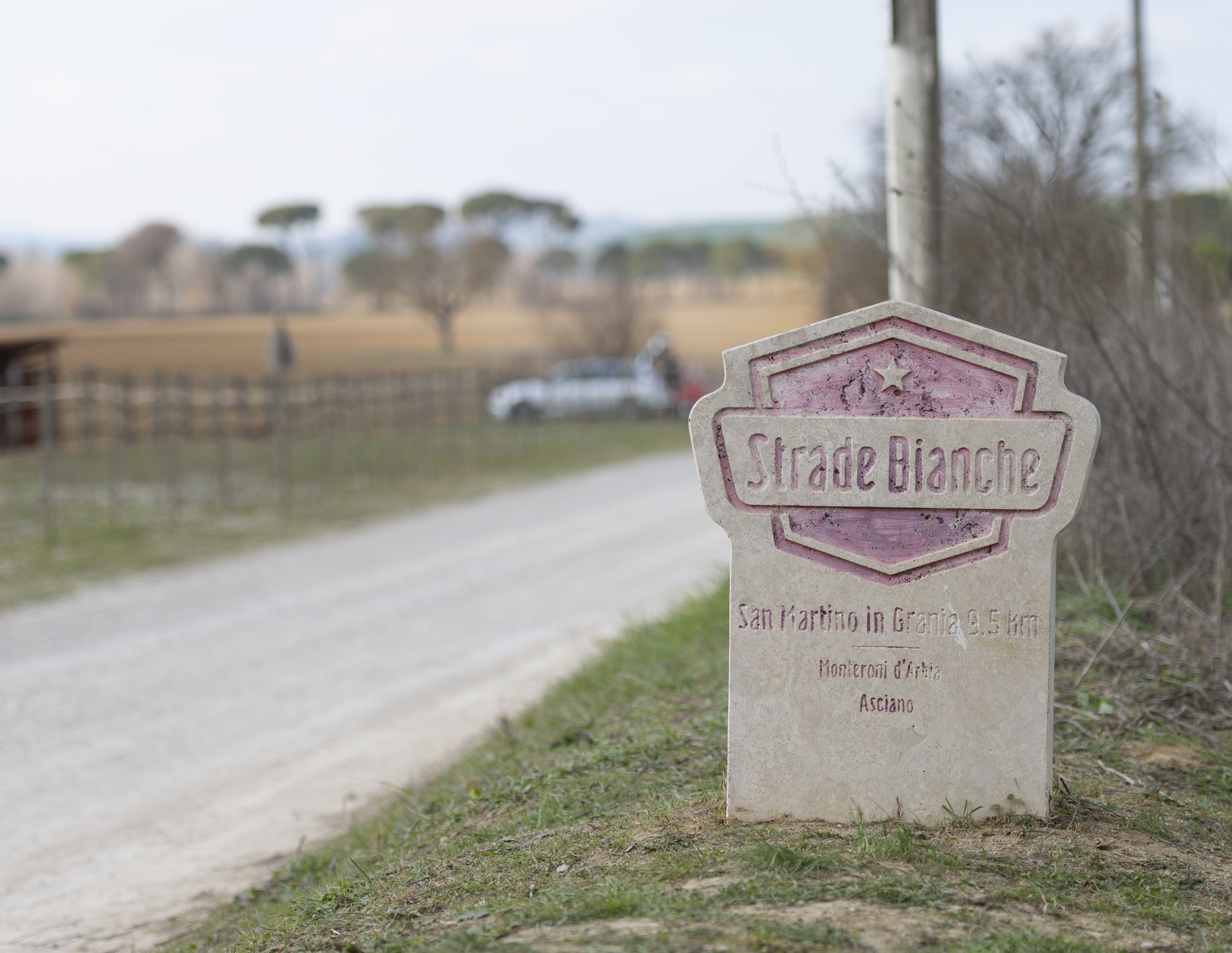
Markierung des Sektors San Martino in Grania

Von den etwa 180 Kilometern führt die Strecke über mehr als 50 Kilometer Schotterwege, die auf Italienisch strade sterrate (unbefestigte Straßen, von „sterri“ Erdarbeiten) oder strade bianche (weiße Straßen, nach der Färbung des am häufigsten benutzten Kiesschotters) genannt werden. Der wohl bekannteste Schottersektor ist jener von Monte Sante Marie (11,5 Kilometer), der seit der Erstaustragung Teil der Strade Bianche ist und meist das Finale des Klassikers einläutet. Der Abschnitt trägt den Namen des Schweizers Fabian Cancellara, der als erster Fahrer dreimal bei dem Rennen triumphierte. Neben maximalen Steigungen von bis zu 15 % umfasst dieser Sektor auch steile und technische Abfahrten, die das Peloton in die Länge ziehen.
Im Finale der Strade Bianche werden seit dem Jahr 2014 die drei kurzen Schotteranstiege des Monteaperti (1,5 km), Colle Pinzuto (2,4 km) und Le Tolfe (1,1 km) befahren. Diese werden innerhalb von rund 10 Kilometern absolviert, ehe die letzten 12 Kilometer auf asphaltierten Straßen zum Ziel führen. Der abschließende Sektor (Le Tolfe) verläuft zunächst abschüssig, ehe er in einen Anstieg führt, der Rampen von bis zu 18 % aufweist. Ursprünglich fand das Finale auf dem längeren und flacheren Sektor von Catignano (7 km) statt, der jedoch bereits bei der zweiten Austragung durch den Abfahrtssektor des Montechiaro (3,3 km) und den Schotteranstieg des Colle Pinzuto ersetzt wurde. Nachdem die Schotterpassage von Le Tolfe im Jahr 2009 hinzugefügt wurde, strich die Organisation im Jahr 2014 den Abfahrtssektor und ersetzte ihn durch den Schotteranstieg des Monteaperti.

## Palmarès

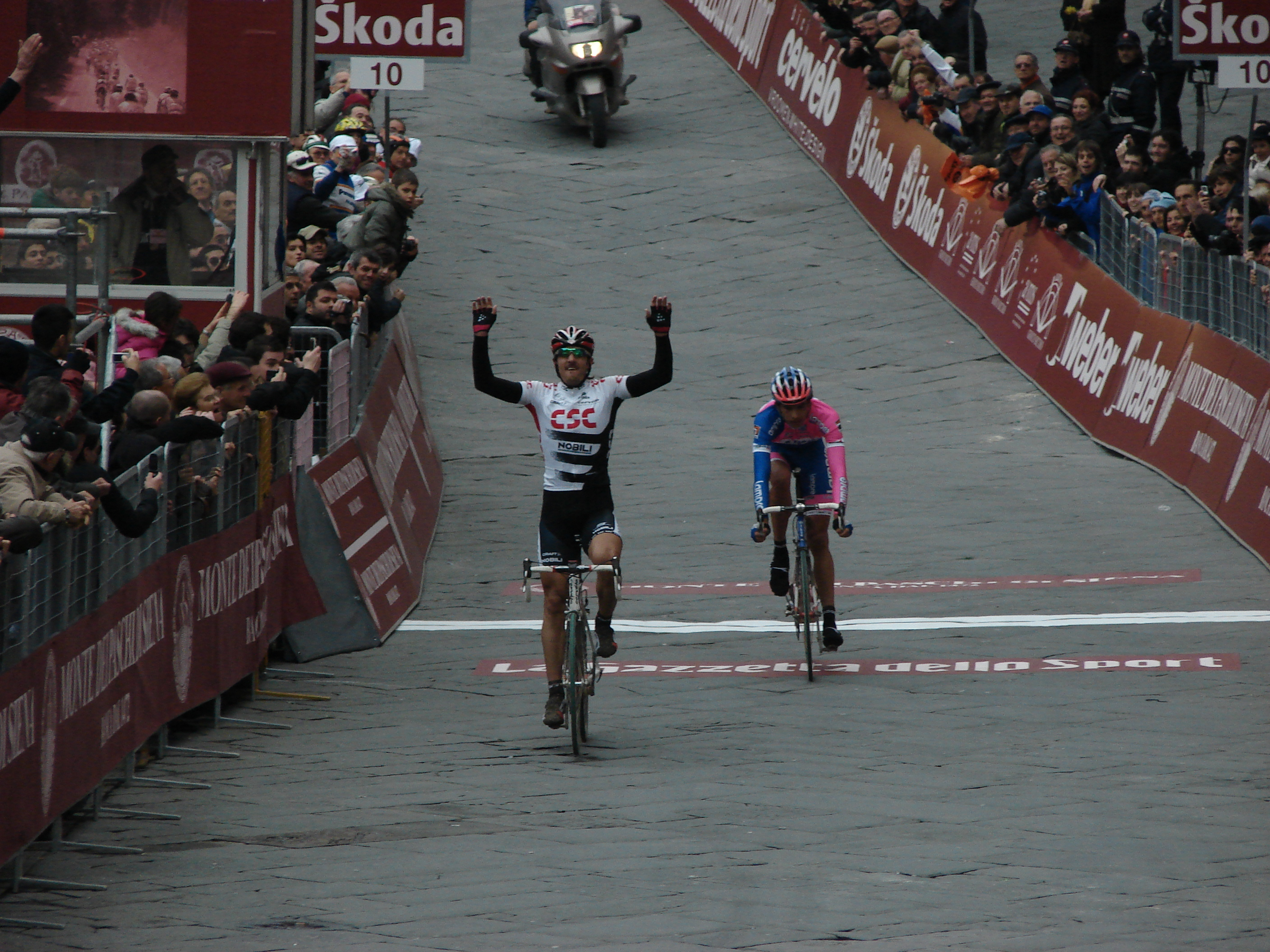
Zieleinlauf 2008:
Fabian Cancellara vor Alessandro Ballan

| Jahr                        | Sieger               | Zweiter            | Dritter               |
| --------------------------- | -------------------- | ------------------ | --------------------- |
| Monte Paschi Eroica         |                      |                    |                       |
| 2007                        | Alexander Kolobnew   | Marcus Ljungqvist  | Mychajlo Chalilow     |
| 2008                        | Fabian Cancellara    | Alessandro Ballan  | Linus Gerdemann       |
| 2009                        | Thomas Lövkvist      | Fabian Wegmann     | Martin Elmiger        |
| Monte Paschi Strade Bianche |                      |                    |                       |
| 2010                        | Maxim Iglinski       | Thomas Lövkvist    | Michael Rogers        |
| 2011                        | Philippe Gilbert     | Alessandro Ballan  | Damiano Cunego        |
| Strade Bianche              |                      |                    |                       |
| 2012                        | Fabian Cancellara    | Maxim Iglinski     | Oscar Gatto           |
| 2013                        | Moreno Moser         | Peter Sagan        | Rinaldo Nocentini     |
| 2014                        | Michał Kwiatkowski   | Peter Sagan        | Alejandro Valverde    |
| 2015                        | Zdeněk Štybar        | Greg Van Avermaet  | Alejandro Valverde    |
| 2016                        | Fabian Cancellara    | Zdeněk Štybar      | Gianluca Brambilla    |
| 2017                        | Michał Kwiatkowski   | Greg Van Avermaet  | Tim Wellens           |
| 2018                        | Tiesj Benoot         | Romain Bardet      | Wout van Aert         |
| 2019                        | Julian Alaphilippe   | Jakob Fuglsang     | Wout van Aert         |
| 2020                        | Wout van Aert        | Davide Formolo     | Maximilian Schachmann |
| 2021                        | Mathieu van der Poel | Julian Alaphilippe | Egan Bernal           |
| 2022                        | Tadej Pogačar        | Alejandro Valverde | Kasper Asgreen        |
| 2023                        | Thomas Pidcock       | Valentin Madouas   | Tiesj Benoot          |
| 2024                        | Tadej Pogačar        | Toms Skujiņš       | Maxim Van Gils        |
| 2025                        | Tadej Pogačar        | Thomas Pidcock     | Tim Wellens           |

| # | Name               | Siege | Zweiter | Dritter | Siegjahre        |
| - | ------------------ | ----- | ------- | ------- | ---------------- |
| 1 | Tadej Pogačar      | 3     | 0       | 0       | 2022, 2024, 2025 |
| 1 | Fabian Cancellara  | 3     | 0       | 0       | 2008, 2012, 2016 |
| 3 | Michał Kwiatkowski | 2     | 0       | 0       | 2014, 2017       |

Stand: 8. März 2025

## Gran Fondo und L’Eroica
Einen Tag nach den Radrennen findet mit dem Strade Bianche Granfondo seit dem Jahr 2016 eine Jedermann-Veranstaltung statt. Bei dieser können die Teilnehmer zwischen zwei unterschiedlichen Strecken wählen, die über die berüchtigten Schottersektoren führen. Ebenfalls auf den Schotterstrecken der Region wird die L’Eroica veranstaltet, die auf historischen Rennrädern bestritten  wird.